# Renault Cléon-Alu
Der Motor Cléon-Alu, auch bekannt als „Motor A“ oder „A-Block“ (A für Aluminium), ist eine Motorenbaureihe des französischen Herstellers Renault mit vier Zylindern in Reihe und Wasserkühlung. Dieser Ottomotor wurde von den 1960er- bis Mitte der 1980er-Jahre produziert und zeichnet sich durch einen Block und Zylinderkopf aus Aluminium aus. Er debütierte im Renault 16 und wurde in zahlreichen Renault-Modellen sowie Fahrzeugen von Alpine und Lotus eingesetzt. Der Name „Cléon-Alu“ verweist auf den Produktionsstandort Renault Cléon und das verwendete Material Aluminium für Block und Zylinderkopf.

## Allgemeines

### Beschreibung
Der Cléon-Alu ist ein Vierzylinder-Reihenmotor mit einem Aluminiumblock und -zylinderkopf, ausgestattet mit acht Ventilen in Kopfstellung. Die Ventilsteuerung erfolgt über eine seitliche Nockenwelle mit Stößelstangen und Kipphebeln, angetrieben von einer Steuerkette. Der Motor verfügt über einen fünfmal gelagerten Kurbeltrieb und wurde wahlweise mit einem Vergaser oder einer elektronischen Einspritzung von Bosch ausgerüstet. In einigen Versionen kam ein Garrett-Turbolader mit Ladeluftkühler zum Einsatz. Ohne Katalysator entspricht er der Emissionsnorm Euro 0.
Die Hubraumvarianten reichen von 1470 cm³ bis 1647 cm³, mit Bohrungen zwischen 76 mm und 79 mm sowie Hubwegen von 81 mm oder 84 mm. Die Leistung variiert zwischen 55 PS (40 kW) und 160 PS (118 kW), das Drehmoment zwischen 104 Nm und 199 Nm, abhängig von der Version und Verdichtung (8,0:1 bis 11,5:1).

### Geschichte
Der Cléon-Alu hat seinen Ursprung in einem Projekt für einen sechszylindrigen Reihenmotor aus Aluminium, der für das Projekt 114 – eine Limousine, die 1961 als Nachfolger der Frégate geplant war – entwickelt wurde. Dieser Motor befand sich bereits in der Erprobungsphase auf fahrenden Prototypen, als die hohen Produktionskosten ein Serienfertigung verhinderten. Das Projekt 114 sowie die Weiterentwicklung des Sechszylindermotors wurden daraufhin eingestellt. Um Verluste zu minimieren und Zeit für die Motorentwicklung des Projekts 115 (der späteren Renault 16) zu sparen, entschied man sich, den Motor um zwei Zylinder zu kürzen. So entstand der „Motor Cléon-Alu“.
Der Name „Cléon-Alu“ verweist auf den Produktionsstandort Cléon und das verwendete Material Aluminium für Block und Zylinderkopf. Seine Konstruktion kombinierte Wirtschaftlichkeit mit Effizienz: Die seitliche Nockenwelle war hoch im Block platziert, was die kostengünstige Fertigung eines Motors mit seitlichem Antrieb mit den technischen Vorteilen einer obenliegenden Nockenwelle verband. Die kurzen, leichten Stößelstangen ermöglichten höhere Drehzahlen bei geringer Trägheit. Der Cléon-Alu debütierte 1966 im Renault 16, der zum Auto des Jahres gekürt wurde, und wurde später in Modellen wie Renault 12, Renault 15/Renault 17, Renault 18, Renault Fuego, Renault 20, Alpine A110, Alpine A310 sowie dem Lotus Europa und der Kleintransporter Trafic eingesetzt. Sportliche Varianten wie der R12 Gordini, R17 Gordini und später die turboaufgeladenen R18 Turbo und Fuego Turbo 2 nutzten ebenfalls diesen Motor. Die Drehrichtung des Motors ist im Uhrzeigersinn (von der Verteilungsseite gesehen).
Die Produktion endete 1986 mit der Einführung des Renault 21, als der „Motor F“ – bereits in Renault 9 und Renault 11 vorgestellt – den Cléon-Alu ablöste.

### Verwendung und Merkmale
Im Folgenden werden die wichtigsten Versionen der Type-A-Motoren von Renault sowie deren Anwendungen zusammengefasst:
| Variante                           | Interner Code | Bohrung × Hub (mm) | Hubraum (cm³) | Verdichtungs- verhältnis | Kraftstoff- system                             | Leistung PS/min−1 | Drehmoment Nm/min−1 | Anwendungen                    | Baujahre |
| ---------------------------------- | ------------- | ------------------ | ------------- | ------------------------ | ---------------------------------------------- | ----------------- | ------------------- | ------------------------------ | -------- |
| A1K                                | 697           | 76 × 81            | 1470          | 8,6                      | Einfachvergaser                                | 55/5000           | 104/2800            | Renault 16                     | 1965–71  |
| A1K                                | -             | 76 × 81            | 1470          | 10,25                    | Doppelvergaser                                 | 85/5750           | 118/3000            | Lotus Europa S1 und S2         | 1967–69  |
| A1K                                | -             | 76 × 81            | 1470          | 10,25                    | Doppelvergaser                                 | 85/5750           | 118/3000            | Alpine-Renault A110 1500       | 1967–68  |
| A2L                                | 851-02        | 77 × 84            | 1565          | 8,6                      | Einfachvergaser                                | 62/5200           | 112/2500            | Renault 16 (USA)1              | 1968–72  |
| A2L                                | 807           | 77 × 84            | 1565          | 8,6                      | Doppelvergaser                                 | 83/5750           | 123/3500            | Renault 16 TS                  | 1968–76  |
| A2L                                | 807           | 77 × 84            | 1565          | 8,6                      | Doppelvergaser                                 | 83/5750           | 123/3500            | Renault 16 TSA                 | 1971–76  |
| A2L                                | 807           | 77 × 84            | 1565          | 8,6                      | Doppelvergaser                                 | 83/5750           | 123/3500            | Alpine-Renault A110 1600       | 1969–70  |
| A2L                                | 807           | 77 × 84            | 1565          | 8,6                      | Doppelvergaser                                 | 80/6000           | 107/4000            | Lotus Europa S2 Federal1       | 1969–70  |
| A2L                                | 821           | 77 × 84            | 1565          | 8,6                      | Doppelvergaser                                 | 65/5000           | 114/3000            | Renault 16 L/TL                | 1970–80  |
| A2L                                | 821           | 77 × 84            | 1565          | 8,6                      | Doppelvergaser                                 | 65/5000           | 114/3000            | Renault 16 TA                  | 1969–70  |
| A2L                                | 807-10        | 77 × 84            | 1565          | 9,25                     | Doppelvergaser                                 | 90/5800           | 122/3000            | Renault 15 TS                  | 1971–76  |
| A2L                                | 807-10        | 77 × 84            | 1565          | 9,25                     | Doppelvergaser                                 | 90/5800           | 122/3000            | Renault 17 TL                  | 1972–76  |
| A2L                                | 807-20        | 77 × 84            | 1565          | 10,25                    | 2 Doppelvergaser                               | 113/6250          | 147/4500            | Renault 12 Gordini             | 1970–74  |
| A2L                                | 807-G         | 77,8 × 84          | 1596          | 11,5                     | 2 Doppelvergaser                               | 160/72002         | 167/60002           | Renault 12 Gordini Coupé       | 1972–74  |
| A2L                                | -             | 78 × 84            | 1605          | 10,2                     | 2 Doppelvergaser                               | 129/6250          | 146/5000            | Alpine-Renault A110 1600 S     | 1973–75  |
| A2L                                | -             | 78 × 84            | 1605          | 10,2                     | 2 Doppelvergaser                               | 129/6250          | 146/5000            | Alpine-Renault A310 1600 VE    | 1971–74  |
| A3L                                | 807-12        | 77 × 84            | 1565          | 10,25                    | Elektronische Einspritzung Bosch               | 108/6250          | 134/5500            | Renault 17 TS                  | 1971–74  |
| A3L                                | 844-12        | 78 × 84            | 1605          | 10,25                    | Elektronische Einspritzung Bosch               | 108/6000          | 136/5500            | Renault 17 TS                  | 1973–75  |
| A3L                                | 844-12        | 78 × 84            | 1605          | 10,25                    | Elektronische Einspritzung Bosch               | 108/6000          | 136/5500            | Renault 17 Gordini             | 1974–77  |
| A3L                                | 844-12        | 78 × 84            | 1605          | 10,25                    | Elektronische Einspritzung Bosch               | 124/6200          | 145/4750            | Alpine-Renault A110 1600 SI    | 1974–75  |
| A3L                                | 844-12        | 78 × 84            | 1605          | 10,25                    | Elektronische Einspritzung Bosch               | 124/6200          | 145/4750            | Alpine-Renault A310 1600 VF    | 1973–76  |
| A5L                                | 807           | 77 × 84            | 1565          | 8,6                      | Vergaser + Turbolader Garrett + Ladeluftkühler | 110/5000          | 181/2250            | Renault 18 Turbo               | 1980–82  |
| A5L                                | 807           | 77 × 84            | 1565          | 8,6                      | Vergaser + Turbolader Garrett + Ladeluftkühler | 125/5500          | 181/2250            | Renault 18 Turbo               | 1982–85  |
| A5L                                | 807           | 77 × 84            | 1565          | 8                        | Vergaser + Turbolader Garrett + Ladeluftkühler | 134/5500          | 199/3000            | Renault Fuego Turbo            | 1984–86  |
| A2M                                | 843           | 79 × 84            | 1647          | 9,25                     | Einfachvergaser                                | 74/5500           | 130/3000            | Renault 18 GTL                 | 1982–86  |
| A2M                                | 843           | 79 × 84            | 1647          | 9,3                      | Einfachvergaser                                | 80/5500           | 122/3000            | Renault 18 TS/GTS/Automatik    | 1978–82  |
| A2M                                | 843           | 79 × 84            | 1647          | 9,3                      | Doppelvergaser                                 | 90/6000           | 134/3500            | Renault 16 TX Automatik        | 1974–80  |
| A2M                                | 843           | 79 × 84            | 1647          | 9,3                      | Doppelvergaser                                 | 90/6000           | 134/3500            | Renault 20 L/TL/GTL            | 1976–78  |
| A2M                                | 843           | 79 × 84            | 1647          | 9,25                     | Doppelvergaser                                 | 93/6000           | 129/4000            | Renault 16 TX                  | 1974–80  |
| A2M                                | 843           | 79 × 84            | 1647          | 9,25                     | Doppelvergaser                                 | 93/6000           | 129/4000            | Renault Fuego TS/GTS/Automatik | 1980–85  |
| A2M                                | 843           | 79 × 84            | 1647          | 9,25                     | Doppelvergaser                                 | 93/6000           | 129/4000            | Alpine-Renault A110 SX         | 1976–78  |
| A6M                                | 843           | 79 × 84            | 1647          | 9,25                     | Doppelvergaser                                 | 96/5750           | 133/3500            | Renault 18 GTS/Automatik       | 1982–83  |
| A6M                                | 843           | 79 × 84            | 1647          | 9,25                     | Doppelvergaser                                 | 96/5750           | 134/3500            | Renault 20 L/TL/GTL            | 1978–80  |
| A6M                                | 843           | 79 × 84            | 1647          | 9,25                     | Doppelvergaser                                 | 96/5750           | 134/3500            | Renault 20 LS                  | 1980–84  |
| A6M                                | 843           | 79 × 84            | 1647          | 9,25                     | Doppelvergaser                                 | 98/5750           | 133/3500            | Renault 17 TS                  | 1976–79  |
| A6M                                | 843           | 79 × 84            | 1647          | 9,25                     | Doppelvergaser                                 | 98/5750           | 133/3500            | Alpine-Renault A310 1600 VG    | 1975–76  |
| A3M                                | 841           | 79 × 84            | 1647          | 8,6                      | Einfachvergaser                                | 66/5000           | 111/3000            | Renault 16 TLA                 | 1975–79  |
| A3M                                | 841           | 79 × 84            | 1647          | 8,6                      | Einfachvergaser                                | 66/5000           | 111/3000            | Renault Trafic 1.6             | 1981–89  |
| 1 Nur für den US-Markt 2 SAE-Werte |               |                    |               |                          |                                                |                   |                     |                                |          |